# Wenceslao Figuereo
Wenceslao Figuereo Cassó (San Juan de la Maguana, 1834 - Santo Domingo, 12 de enero de 1910) fue presidente de la República Dominicana después del asesinato de Ulises Heureaux el 26 de julio de 1899. 
Figuereo fue soldado de profesión, y militó tanto en el ejército dominicano como capitán en las filas del ejército español. Había sido ministro del interior y policía bajo el gobierno de Cesáreo Guillermo en 1878 y en las administraciones de Heureaux hasta 1893 en que se le nombró Vicepresidente, debido a su ascendencia en el Partido Rojo de la zona sur del país.

## Presidencia (1899)
Tras el asesinato del presidente Heureaux en 1899 y por mandato de la Constitución de 1896, en su calidad de vicepresidente, Figuereo asumió la presidencia de la república por el resto del período constitucional. 
En su breve gobierno tuvo que enfrentar diferentes problemas, los cuales pudo solucionar gracias a su carácter conciliador. Sin embargo, debido a una sublevación militar, Figuereo apenas se mantuvo en el poder un mes y fue relevado por el general Horacio Vásquez, quien asumió como Presidente del Gobierno Provisional. Tras su derrocamiento en 1899, Figuereo se apartó de la vida pública y falleció en Santo Domingo en 1910. Era un hombre que tras la muerte de Ulises se desvaneció su gobierno.

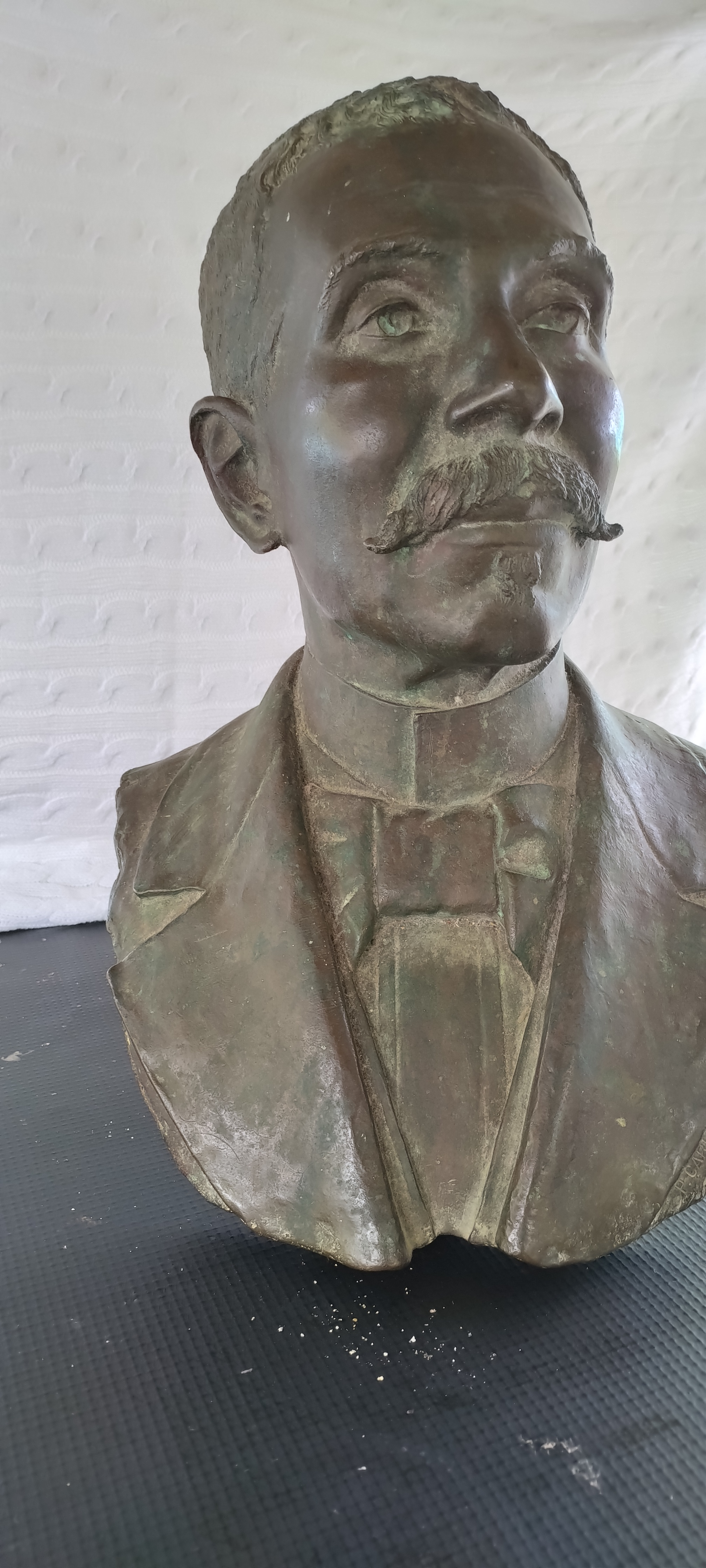
El artista Pere Carbonell realizó el busto de Wenceslao Figuereo, en bronce, fundido por la compañìa Masriera & Campins, de Barcelona.

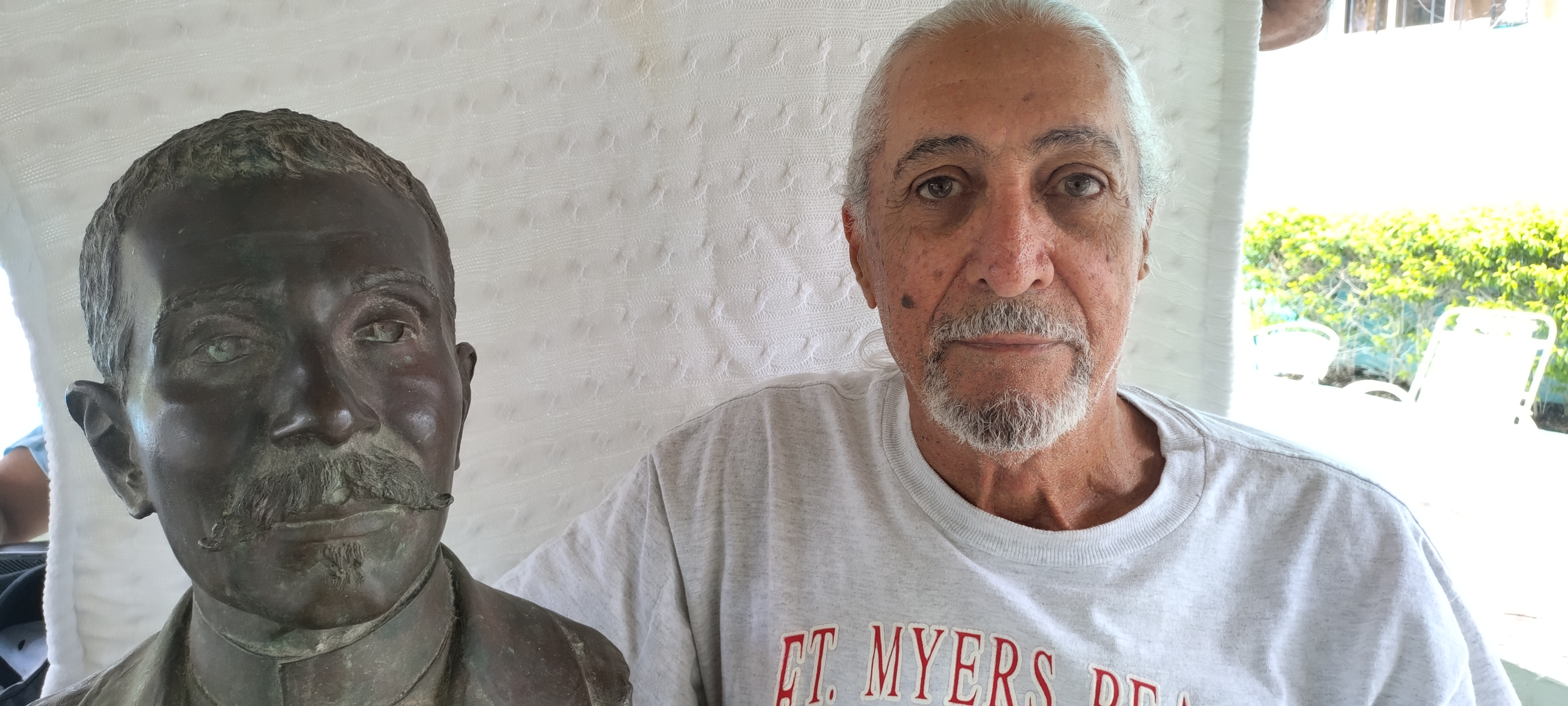
Descendiente de Wenceslao Figuereo, su Bisnieto Sucre Figuereo

Wenceslao Figuereo abre la posibilidad de celebrar las elecciones dando paso así a la nueva Repùblica, mediante este acto democrático. 
- Datos: Q887608